# Episodi di Satisfaction (seconda stagione)
La seconda stagione della serie televisiva Satisfaction è stata trasmessa in Australia dal 2 dicembre 2008 al 3 febbraio 2009 su Showtime Australia.
In Italia la stagione è andata in onda dal 12 aprile al 14 giugno 2009 su Fox Life. In chiaro è stata trasmessa dal 24 agosto al 26 ottobre 2010 su Cielo
| nº | Titolo originale     | Titolo italiano              | Prima TV Australia | Prima TV Italia |
| -- | -------------------- | ---------------------------- | ------------------ | --------------- |
| 1  | Last Look            | L'ultimo sguardo             | 2 dicembre 2008    | 12 aprile 2009  |
| 2  | Pony Girl            | Sesso a domicilio            | 9 dicembre 2008    | 19 aprile 2009  |
| 3  | What Do You Love     | L'amico di famiglia          | 16 dicembre 2008   | 26 aprile 2009  |
| 4  | Playground           | Escort e gigolò              | 23 dicembre 2008   | 3 maggio 2009   |
| 5  | A Good Eye for Shoes | Un buon occhio per le scarpe | 30 dicembre 2008   | 10 maggio 2009  |
| 6  | Gene Therapy         | Parenti serpenti             | 6 gennaio 2009     | 17 maggio 2009  |
| 7  | All Those Monkeys    | Il punto G                   | 13 gennaio 2009    | 24 maggio 2009  |
| 8  | Cyclone Chloe        | Un biglietto per Los Angeles | 20 gennaio 2009    | 31 maggio 2009  |
| 9  | Apples               | Wonder woman                 | 27 gennaio 2009    | 7 giugno 2009   |
| 10 | Spilt Kisses         | L'intervista                 | 3 febbraio 2009    | 14 giugno 2009  |